# Infernal War
Infernal War ist eine 1997 gegründete polnische Black-Metal-Band aus Częstochowa.

## Geschichte
Gegründet wurde Infernal War im Jahr 1997 in der polnischen Stadt Częstochowa von Triumphator und Stormblast. Die Gruppe besteht nach mehreren Besetzungswechseln aus Sänger Herr Warcrimer, den beiden Gitarristen Zyklon und Triumphator, sowie aus Bassist Godcrusher und Schlagzeuger Stormblast. Es dauerte drei Jahre, ehe die Band ihr erstes Demo veröffentlichte.
Mit der 2002 veröffentlichten Demo-EP Infernal SS mit Titeln wie Jewhammer, Genocide Command und Czarne Legiony SS erntete die Band große negative Aufmerksamkeit.
Mehrere vollwertige Studioalben erschienen über das polnische Metal-Label Agonia Records. Axiom wurde von M., der auch in den Bands Mgła und Kriegsmaschine aktiv ist, produziert. Im Dezember des Jahres 2015 spielte die Band zwei Konzerte in den Vereinigten Staaten. 2017 spielte die Gruppe auf dem Inferno Festival; bereits im Vorjahr spielte die Band auf dem Beyond the Gates in Norwegen. Für Mai 2018 war geplant, dass Infernal War eine Europatour im Vorprogramm von Marduk bestreitet. Kurz vor Beginn der Konzerte im Vereinigten Königreich wurden diese von den jeweiligen Veranstaltern nach Bekanntwerden der vermeintlichen politischen Ideologie der Band abgesagt. Die Betreiber des Globe in Cardiff entschuldigten sich kurz darauf und schrieben in einem Statement, dass man von der politischen Einstellung lange nichts gewusst habe. Erst kurz nach deren Auftritt sei diese bekannt geworden.

## Ideologie
Die Musiker bezeichnen Infernal War als eine unpolitische Band und beschreiben die Gruppe als eine Essenz puren unmenschlichen Terrors und einen Soundtrack des Genozids. Dementsprechend lehnen die in der Band involvierten Musiker eine Einordnung in den National Socialist Black Metal ab. Dies gaben die Musiker in mehreren Interviews und auf ihrer nicht mehr aktiven Homepage immer wieder zu verstehen.

„Infernal War is the audial essence of pure inhuman terror, a soundtrack to genocide. The band stands for the extermination of weak and ignorant human masses, being neither a political band nor a NSBM band. Infernal War supports wars, genocides, murders and the total death of this beautiful modern world… Hail Satan!“

„Infernal War ist die auditive Essenz puren unmenschlichen Terrors, ein Soundtrack für den Genozid. Die Band steht für die Auslöschung der Schwachen und der ignoranten menschlichen Masse, ist weder eine politische noch eine NSBM-Band. Infernal War befürwortet Kriege, Genozide, Morde und die totale Vernichtung dieser wunderschönen modernen Welt… Heil Satan!“

Allerdings sorgen die Tatsachen, dass Schlagzeuger Stormblast in den ebenfalls als rechtsextrem eingestuften Bands Honor und Thunderbolt aktiv ist und dass die Band für mehrere Plattencover Bilder aus dem Zweiten Weltkrieg nutzte, für eine Verfestigung der Kritiken gegenüber der Band. Des Weiteren bezeichnet Herr Warcrimer den Holocaust „nichts weiter als eine Legende.“ Infernal War, die zu Beginn noch das Kürzel „SS“ im Namen trugen, legten dieses ab, da es ihre Ideologie besser reflektieren würde. Auch sorgte die Kontroverse um den Namen für die Entfernung des Kürzels, da laut Herr Warcrimer „weiße Social Justice Warriors versuchen in allem und jedem einen Nazi zu sehen, sogar in den eigenen Reihen.“
Herr Warcrimer entgegnete, dass die Lieder die Zerstörung des Christentums beschreiben würden. Er denke nicht, dass es Politik sei, über den nach seinen Worten judeo-christlichen Völkermord und die Zerstörung der heutigen (aus seiner Sicht) degenerierten und multikulturellen Welt zu singen. Auch vertritt Herr Warcrimer die Ansicht, dass die Werte der heutigen Gesellschaft die Gaskammer verdient hätten. Das erste offizielle Bandshirt trug die Aufschrift Pure Elite Aryan Terror.
Im Jahr 2014 war die Gruppe Teil des dritten neonazistischen Hot Shower Festivals in der Provinz Mailand in Italien, das vom deutschen Neonazi Hendrik Möbus organisiert wurde.
Bleisteiner, ein Gastautor bei Metal Recusants, zeigt sich gegenüber den Aussagen Herr Warcrimers bezüglich seiner ideologischen Einstellung misstrauisch, wobei er erwähnt, dass einige Black-Metal-Bands mit der Sprache, Symbolen und Gesten des Nationalsozialismus ihr Umfeld provozieren wollen. Als bekannte Beispiele nannte er den inzwischen verstorbenen Jeff Hanneman und dessen Einstellung zum Zweiten Weltkrieg sowie den Gitarrenhersteller ESP Guitars, welcher auf einigen seiner Gitarrenmodelle SS-Totenköpfe und Runen abbilden lässt.

## Musik
Die Musik von Infernal War ist vergleichbar mit Gruppen wie Marduk, Slayer, Angel Corpse, Destruction und Morbid Angel.

## Diskografie
- 2002: Infernal SS (Demo-EP, Dark Blaze Stronghold, Seven Gates of Hell, Death Industry)
- 2003: Hrdi A Silni – Satanic Martial Terror (Split-EP mit Inferno, Death Abyss Productions)
- 2004: Explosion (Split-EP mit Warhead, Eastside Records)
- 2004: Infernal War (Kompilation, Seven Gates of Hell, Death Industry)
- 2005: Terrorfront (Album, Agonia Records)
- 2007: Redesekration (Album, Agonia Records)
- 2009: Conflagrator (EP, Agonia Records)
- 2010: Transfigurations (Split-EP mit Kriegsmaschine, Malignant Records)
- 2014: Chronicles of Genocide (Kompilation, Malignant Voices)
- 2015: Axiom (Album, Agonia Records)